# イタカ (小惑星)
イタカ(1151 Ithaka)は、小惑星帯の内側に位置する炭素質の小惑星である。直径は約14kmである。1929年にケーニッヒシュトゥール天文台でカール・ラインムートによって発見され、ギリシャの島であるイタキ島に因んで名づけられた。

## 発見
イタカは、1929年9月8日にドイツ南西部にあるハイデルベルク天文台で、ドイツの天文学者カール・ラインムートが発見した。その5日後の夜、クリミア半島のシメイズ天文台で、ソビエトの天文学者グリゴリー・ネウイミンが独立に発見したが、最初の発見者のみが、小惑星センターにより発見者として公式に認定された。観測弧は、ハイデルベルクの公式の発見場所から始まっている。

## 軌道と分類
イタカは、小惑星族に属さない小惑星で、小惑星帯の内側の太陽から1.7-3.1天文単位の軌道を3年9か月（1,364日）かけて公転している。軌道離心率は0.28、軌道傾斜角は黄道面に対して7°である。

## 物理的性質
イタカは、小惑星帯内側では珍しい炭素質のC型小惑星であると推定されている。

### 軌道周期
2011年、測光観測により、イタカの3つの光度曲線が得られた。光度曲線の分析により、4.93115-4.932時間の周期で等級が0.12-0.15変化するという精度の高い結果が得られた。

### 直径とアルベド
アメリカ航空宇宙局の広視野赤外線探査機によるNEOWISEミッションにより、イタカの直径は8.97-20.46 kmで、表面のアルベドは0.02-0.13と測定された。イタリアとアメリカ合衆国の測光学者の共同研究により、直径は14±3 kmと推定された。またCollaborative Asteroid Lightcurve Linkでは、炭素質小惑星の標準アルベドを0.057としており、絶対等級12.94に基づくと、直径は14.37 kmと誘導される。

## 命名
この小惑星は、ギリシャのイオニア海にあるイオニア諸島のイタキ島の名前に因んで命名された。ギリシャ神話の伝説上の英雄であるオデュッセウスは、イタケーの王であった。公式な命名引用は、1955年にポール・ハーゲットが出版したThe Names of the Minor Planetsで言及されている。